# Ocuilan de Arteaga
Ocuilan de Arteaga es una localidad mexicana y cabecera del municipio de Ocuilan, está ubicada al suroeste de la Ciudad de México y al sureste de la ciudad de Toluca, es una población cercana a la frontera con el Estado de Morelos, está conectada con la ciudad de Cuernavaca por vía terrestre. Cuenta con una población de 1,954 habitantes.

## Toponimia
El Códice Mendocino representa gráficamentte las conquistas de Axayácatl, apareciendo entre ellas las de Ocuilan, nombre que fue impuesto por los mexicas. 
Por lo tanto, Ocuilan se deriva del náhuatl Ocuillan, que se compone de los vocablos “ocuilli”, que significa gusano y de  la variante de "tla", que expresa abundancia o colectividad; por lo que Ocuilan significa en el “lugar donde abundan los gusanos”, refiriéndose a la oruga. El significado "Donde abundan los gusanos" (Robelo). es cercano a la realidad ya que esto [posiblemente] se refería a las crisalidas de mariposa.
Por otro lado, de acuerdo a la figura de la matrícula de tributos, Ocuilan está representado por una oruga erguida en posición de defensa con el hocico abierto y la lengua hacia delante.

## Historia
Los asentamientos más importantes de la región Ocuilteca se llevaron a cabo en el horizonte posclásico temprano 1000-1300 años después de Cristo.
Se sabe por aproximación que desde finales de siglo XV (1476) los Tenochcas conquistaron la región de Ocuilan lo que se comprueba con los vestigios arqueológicos encontrados como lo son: el tlachtlitemalacatl o juegos de pelota, la zona arqueológica de El Castillo de la Reina también conocida como Tlatocalpan donde se han encontrado restos arqueológicos tales como restos de columnas y de una muralla, cuchillos de sacrificio y una cabeza de serpiente que representa a Quetzalcóatl.
Ocuilan fue punto importante en el gran ohtli o camino prehispánico que conducía a Tenochititlan, Atlapulco, Xalatlaco, Ichcateopan, Teloloapan, por donde transitaban los pochtecas o comerciantes transportando los productos como: algodón de Ichcateopan, cacahuate de Teloloapan, cobre de Otumba y los tejidos de Ocuilan.
La repartición de indios a españoles se llamó encomienda y los que recibieron este beneficio se llamaron encomenderos, en 1602 Ocuilan fue encomendado a Servan Vejarano, quien al morir deja la encomienda a su esposa Doña Francisca Calderón con 903 tributarios a su cargo, Diego de Ocampo Saavedra, fue el último poseedor de esta encomienda.
Los frailes que evangelizaron los naturales de Ocuilan fueron de la orden de los Agustinos quienes llegaron a Veracruz el 22 de mayo de 1533 y el 17 de junio a la gran Tenochtitlan, no se sabe con exactitud el nombre del fraile que estuvo al frente de la evangelización de los naturales Ocuiltecas, pero si se asegura que tomaron casa en Ocuilan en 1537 a nombre de esta orden religiosa.
Existe escasa información acerca de la vida del municipio durante la Colonia en esta época, son los hechos importantes que se registran debido tal vez al aislamiento y la incomunicación que tenía por aquel entonces; los acontecimientos surgidos en esta época fueron: En 1834 Don Lorenzo de Zavala  gobernador del Estado de México, acudió a Ocuilan para ocultarse de sus enemigos y desde ahí lanzó un manifiesto en contra de Don Manuel Gómez Pedraza, presidente de la República Mexicana.
Otro hecho sobresaliente fue su erección como municipio, con lo que se estableció la cabecera municipal denominada Ocuilan de Arteaga, perteneciente al distrito de Tenancingo, Méx. El decreto se publicó el 18 de octubre de 1870, siendo gobernador del estado,  Mariano Riva Palacio.
En 1910 el General Trinidad Rojas se había levantado en armas en la zona de Chalco en favor de la causa maderista, comisionando a José Medina oriundo de Tenancingo para que organizará gente de la región en favor de la causa, participando en ésta los hombres de todas partes, pero en particular se mencionan: Albino e Isidro Cázales, Joaquín López, Juan Tejeda, Pablo Montiel, Zaneón Zetina, Juan Díaz y otros, todos ellos originarios del municipio de Ocuilan.
Por otra parte se sabe también que en Ocuilan se levantaron en armas secundando el Plan de San Luis Potosí, los hermanos Joaquín y Antonio Miranda que contaban con el apoyo de los campesinos de la región, ellos secundaron más tarde a Genovevo de la O quien fue jefe de los zapatistas en el Estado de México, con  él alcanzaron el grado de General, Cleotilde Sosa y Rafael Castillo, vecinos de la cabecera municipal.
Algunos lugares del municipio sirvieron como campamentos de las tropas del gobierno entre otros se citan el panteón municipal y el templo del Señor del Calvario, lugares que por su altura resultaban estratégicos.

## Cultura, fiestas, danzas y tradiciones
La actividad cultural del pueblo es el elemento primordial de su identidad y se constituye como el complemento de la educación de una población. El desarrollo cultural de Ocuilan no solo debe considerar las tradiciones y costumbres culturales, sino que debe impulsar la capacidad creativa de sus ciudadanos proporcionando los servicios y equipamientos necesarios para su desarrollo. Destaca la ausencia de una Casa de Cultura en el municipio. Las instalaciones de la Unidad Cultural Ocuilan, por estar situadas en un edificio histórico (el ex convento) y depender del Instituto Mexiquense de Cultura, presentan muchas limitaciones para el desarrollo de actividades culturales de todo tipo: talleres, exposiciones, conciertos, conferencias, etcétera La Cultura refiere identidad y arraigo, y Ocuilan cuenta con Patrimonio Histórico de primer orden en su territorio. En el territorio municipal se cuenta solamente con una biblioteca, el cuadro XX muestra el número de usuarios por año de 2007 a 2015.
En la cabecera municipal y en cada una de las delegaciones anualmente se rinde culto al Santo de su devoción, así en el transcurso del año se llevan a cabo varias fiestas llenas de colorido, observándose en cada una de ellas bandas de música, salvas de cohetes, portadas hechas de flor natural, semillas o papel cortado, misas, elencos artísticos, bailes y jaripeos.
Para las festividades de todos los Santos y fieles difuntos, se acostumbra colocar un altar en el lugar principal de la casa donde se deposita la ofrenda a los difuntos, ésta es compuesta por: pan, fruta, mole rojo o verde, bebidas y pulque, a las niñas se les ofrece una canastita hecha de papel y decorada con dulces,  si fue varón entonces se les ofrece un huacalito hecho con madera y también acompañado de dulces. Aunque la fiesta más grande del municipio es la del 5.º viernes de Cuaresma el la cual se conmemora al Señor del Calvario.
En la delegación municipal de San Juan Atzingo existe el grupo étnico Tlahuica, anualmente en el mes de marzo llevan a cabo la ceremonia del Quinto Sol, rindiendo culto a los elementos de la naturaleza, agua, viento y tierra para que el temporal sea benigno y haya buena cosecha.
Existe un alimento característico de las fiestas religiosas patronales, consistente en albóndigas hechas con carne de res, acompañadas de verduras y condimentos que dan un sabor parecido al consomé, se sirve a todos los asistentes a la casa de los que reciben el cargo de la imagen a quienes se les llama mayordomos o relevos.

## Edificios Históricos, Arquitectura y Arqueología
- Ex monasterio Agustino

Fue fundado en 1536 por fray Diego de Alvarado. El edificio es uno de los pocos ejemplos de arquitectura monástica de la orden de los agustinos del siglo XVI. Este Convento fue reconocido por la iglesia entre los años 1743 a 1791.
En 1711, un terremoto ocasionó el derrumbe de la cubierta de la iglesia, la bóveda deambulatoria del Claustro y el portal de los peregrinos, por lo que en 1725 se construyó otro templo en el lado norte del atrio de la iglesia destruida.
En 1994, se inauguró el Museo de Sitio de Ocuilan, con el objetivo de mostrar no solamente el inmueble del siglo XVI, sino las piezas arqueológicas encontradas en este municipio. El recinto trata dos temas principales: el proceso de restauración del ex convento agustino y su investigación y una reseña histórica del lugar a través de fotografías.
- Capilla de Santa María Asunción. Este edificio alberga uno de los retablos más bellos de la región, su portería muestra la fecha de construcción en el año 1714 y la tradición de mayordomos aún resguarda las fiestas y tradiciones de los patronos de esta capilla.[7]
- Santuario del Señor de Chalma. Está conformado por el templo y convento construidos en el siglo XVII, el templo es de estilo neoclásico y su altar mayor es de madera policromada y estilo plateresco.
- Santuario del Señor del Calvario. En este sitio se encuentra el Señor del Calvario que es una de las pocas piezas talladas en una sola pieza tal y como se hacía a la usanza de los primeros cristos elaborados en la Nueva España a la llegada de los Agustinos en 1529.
- Chalmita. Esta comunidad alberga en su territorio una de las zonas arqueológicas más grandes de todo el municipio, en sus calles empedradas podemos observar diferentes edificios que guardan arquitectura vernácula entre ellos encontramos una exfábrica de alcohol y destilados.
- Parque Tlatucapa. Las pinturas rupestres conocidas como el Encuerado y Las Manos Extendidas se encuentran dentro de este parque.